# Focus Features
Focus Features (у минулому USA Films, Universal Focus та Good Machine) — американська кінокомпанія, підрозділ NBC Universal's Universal Pictures. Спеціалізується на виробництві артхаусних фільмів та дистрибуції кінофільмів.
Focus Features заснована у 2002 після об'єднання USA Films, Universal Focus та Good Machine. Кінокомпанія USA Films була заснована у 1999 році Баррі Міллером після об'єднання October Films та Gramercy Pictures. Vivendi продала Focus Features у 2004 році, після чого був сформований альянс NBC Universal.

## Кінофільми
Найвідоміші кінофільми компанії:
- Бути Джоном Малковичем (1999)
- Трафік (2000)
- Піаніст (2002)
- Труднощі перекладу (2003)
- Вічне сяйво чистого розуму (2004)
- Гордість і упередження (2005)
- Горбата гора (2005)
- Після читання спалити (2008)
- Харві Мілк (2008)
- Кораліна у світі кошмарів (2009) (мультфільм)
- 9 (2009) (мультфільм)
- Дітки в порядку (2010)
- Американець (2010)
- Десь (2010)
- Ханна. Ідеальна зброя (2011)
- Королівство повного місяця (2012)
- Шукаю друга на кінець світу (2012)
- Паранорман (2012)
- Якщо хочеш добре провести час, дзвони... (2012)
- Анна Кареніна (2012)
- Гайд-Парк на Гудзоні (2012)
- Місце під соснами (2013)
- Далласький клуб покупців (2013)
- Ця незручна мить (2014)
- Сигнал (2014)
- Убити посланця (2014)
- Теорія всього (2014)
- П'ятдесят відтінків сірого (2015)
- Костюм (2022)